# Calmont, Aveyron
Calmont är en kommun i departementet Aveyron i regionen Occitanien i södra Frankrike. Kommunen ligger  i kantonen Cassagnes-Bégonhès som ligger i arrondissementet Rodez. År 2022 hade Calmont 2 208 invånare.

## Befolkningsutveckling
Antalet invånare i kommunen Calmont
Referens: INSEE